# Aeologramma picatum
Aeologramma picatum là một loài bướm đêm trong họ Noctuidae.